# 罗照辉

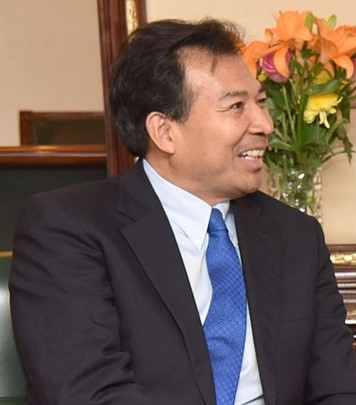
罗照辉 (2016)

罗照辉（1962年2月—），湖北人，中华人民共和国政治人物、外交官。华中师范大学历史系毕业，碩士研究生。其妻江亦丽也是中國外交官。兩人育有一女。
1985-1989年，任中华人民共和国外交部亚洲司随员、三秘。1989-1993年，任驻印度共和国大使馆三秘、二秘。1993-1996年，任外交部美大司二秘、副处长。1996-2000年，任驻美利坚合众国大使馆二秘、一秘。2000-2003年，任外交部亚洲司参赞。2003-2004年，任驻新加坡共和国大使馆公使衔参赞。2004-2006年，任外交部亚洲司副司长。2007年3月，接替张春祥担任驻巴基斯坦大使。2010年6月，任外交部涉外安全事务司司长。2011年3月，任外交部亞洲司司长。2014年5月，接替章均賽出任驻加拿大大使。2016年9月，接替乐玉成出任驻印度大使。2019年5月，接替孔鉉佑任中华人民共和国外交部副部长，主管亞洲地區、條約法律、邊界與海洋事務和領事工作。其後改為負責涉外安全事务取代邊界與海洋事務。2021年4月，任国家国际发展合作署署长，至2025年4月卸任。